# Park im. Wisławy Szymborskiej w Krakowie
Park im. Wisławy Szymborskiej – park miejski w Krakowie, znajdujący się w dzielnicy I Stare Miasto na Piasku. Usytuowany jest na terenie zasadniczo płaskim wewnątrz zwartej śródmiejskiej zabudowy zdominowanej przez XIX-wieczne kamienice pomiędzy ulicami: Karmelicką na wschodzie i Dolnych Młynów na zachodzie, wzdłuż gmachu Wojewódzkiej Biblioteki Publicznej, z którym sąsiaduje od strony południowej i ulicy Rajskiej. W bliskim sąsiedztwie znajduje się również Bazylika Nawiedzenia Najświętszej Maryi Panny i klasztor Karmelitów, a także była siedziba III Liceum Ogólnokształcącego im. Jana Kochanowskiego. Zajmuje powierzchnię  0,8 ha. 

## Historia
Teren, na którym zrealizowano park, od XIX wieku stanowił plac apelowy wchodzący w skład kompleksu koszar im. Franciszka Józefa I Armii Austro-Węgier przy ulicy Rajskiej 1–3. Gmach koszar wybudowany został w latach 1858–1862 według projektu Feliksa Księżarskiego. Od 1992 roku budynek stanowi siedzibę Wojewódzkiej Biblioteki Publicznej. Po demilitaryzacji kompleksu obszar ten przez wiele lat był wykorzystywany jako parking o niezbyt rozwiniętej infrastrukturze.
Koncepcja realizacji parku w miejsce parkingu przy ulicy Karmelickiej zgłoszona została do budżetu obywatelskiego Miasta Krakowa w 2019 roku i z poparciem ponad 9 tys. głosów stała się jednym z jego zwycięskich projektów. W kwietniu 2020 roku odbyły się konsultacje społeczne dotyczące projektu. W czerwcu 2020 roku pojawiła się inicjatywa nadania planowanemu parkowi imienia Wisławy Szymborskiej, poetki i laureatki Nagrody Nobla w dziedzinie literatury w 1996 roku. Aprobatę dla pomysłu wykazało ponad 3 tys. osób podpisując internetową petycję „TAK dla parku im. Wisławy Szymborskiej”.
Park został zaprojektowany przez biuro projektowe Gajda Architektura Krajobrazu. Generalnym wykonawcą inwestycji była spółka Krisbud Sp. z o.o.. Plac budowy został przekazany wykonawcy 14 grudnia 2021 roku. W pierwszej kolejności teren inwestycji został poddany badaniom archeologicznym. Pierwszym etapem realizacji parku było usuwanie zastanej nawierzchni utwardzonej, tj. asfaltu, betonu i gruzowiska po dawnym parkingu. 
W październiku 2022 roku w trakcie budowy parku robotnicy odnaleźli w ziemi stary granat (prawdopodobnie granat RG-42, produkcji radzieckiej) i pistolet w stanie zaawansowanego rozkładu. Militaria nie były w żaden sposób zabezpieczone, najpewniej zostały porzucone. Granat został zabezpieczony przez saperów i zneutralizowany na poligonie. Pistolet natomiast skierowano do badań balistycznych.
Na początku kwietnia 2023 roku podczas prac budowlanych w zachodniej części parku, od strony ulicy Dolnych Młynów, dokonano odkryć pozostałości dawnych zabudowań. 17 kwietnia zebrała się komisja konserwatorska, która podjęła decyzję o wykonaniu inwentaryzacji architektonicznej fundamentów dawnego obiektu. Postanowiono też, że nasadzenia drzew zostaną wykonane w taki sposób, aby nie kolidowały z podziemnymi reliktami, które w jak największym stopniu starano się zachować.
Uroczyste otwarcie parku odbyło się 2 lipca 2023 roku, w 100. rocznicę urodzin Wisławy Szymborskiej. Uroczystość otwarcia połączona została z piknikiem zorganizowanym przez miasto we współpracy z Fundacją Wisławy Szymborskiej oraz partnerami zaangażowanymi w obchody Roku Wisławy Szymborskiej, ustanowionego w 2023 roku przez Senat Rzeczypospolitej Polskiej.

## Kompozycja i roślinność

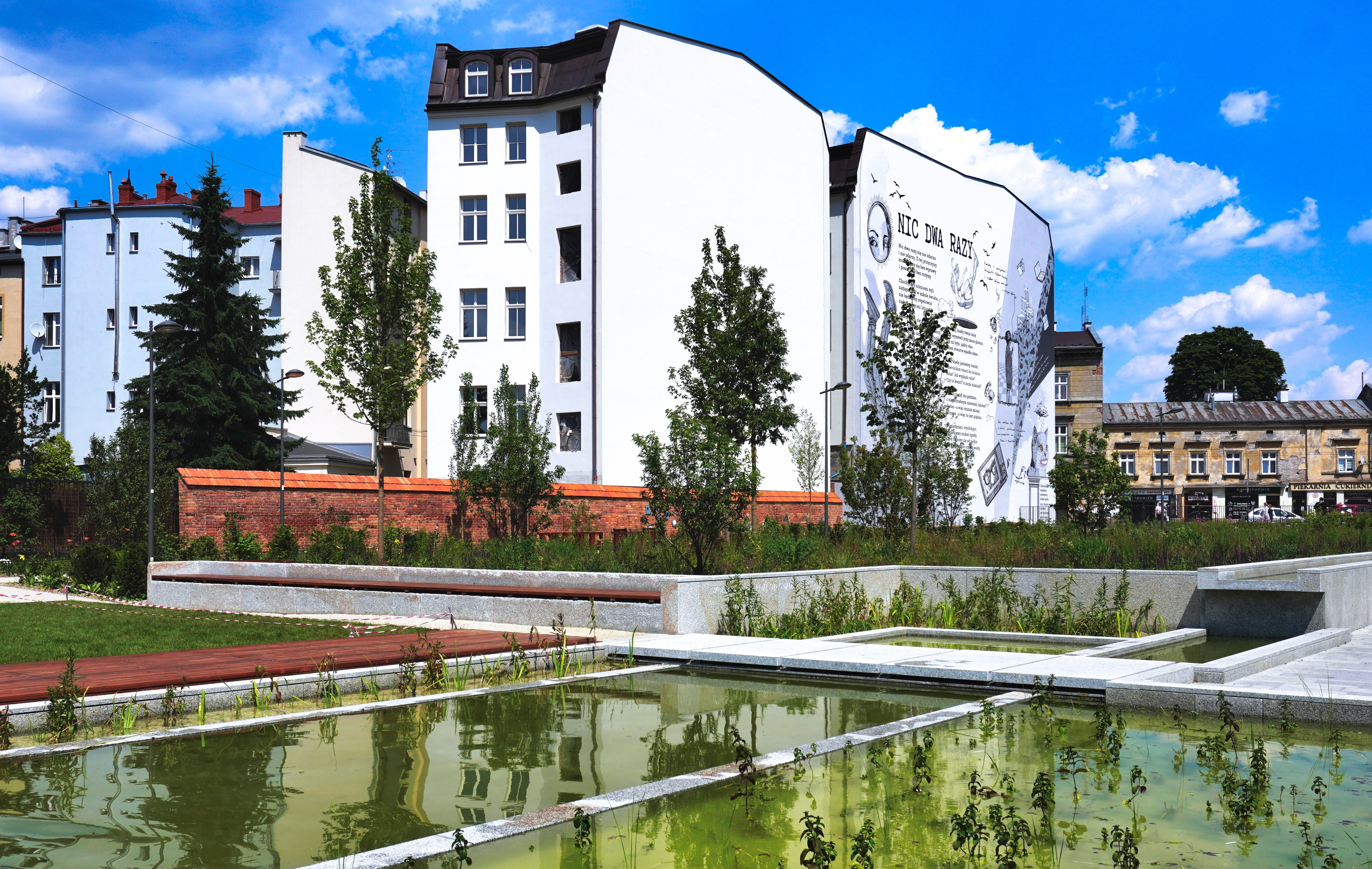
Zbiorniki wodne

Park został zaprojektowany jako zespół przenikających i uzupełniających się wnętrz ogrodowych, z których każde ma inny charakter. Główna aleja założenia prowadzi wzdłuż południowej granicy parku przez całą jego długość od ulicy Karmelickiej do Dolnych Młynów. Wzdłuż niej urządzono element wodny w formie strumienia, który kaskadowo opada do zlokalizowanych na terenie parku zbiorników wodnych. Rozwiązanie to służy poprawie mikroklimatu w parku i obniżeniu temperatury otoczenia, szczególnie w cieplejsze dni. Pozwoliło ono również na wprowadzenie do flory parku roślin wodnych, co wpływa na wzrost bioróżnorodności założenia. Zbiorniki wodne nawiązują swoją formą do historycznie występujących na Piasku stawów rybnych. Pełnią one również funkcję retencyjną wód opadowych z terenu parku oraz okolicznych budynków, głównie z dachu gmachu Wojewódzkiej Biblioteki Publicznej.
Wschodnia część parku urządzona została jako sad owocowy, nawiązujący formą do niegdysiejszych sadów Karmelitów zajmujących znaczną część Piasku. Środkową część zaprojektowano jako otwartą łąkę, co nawiązywać ma do historycznie istniejących w tym rejonie rozległych łąk w czasach przed rozbudową miasta w tym kierunku, jak również do placu apelowego dawnych koszar. Łąka ma półokrągły kształt, porasta ją trawa i kwiaty, otacza ją od północy łukowa aleja, od południa główna aleja ze „strumieniem”. Zachodnia część parku, znajdująca się najbliżej ulicy Dolnych Młynów, stanowi formę niewielkiego lasku, zagajnika mającego nawiązywać do lasów krakowskiego Zwierzyńca. Rozwiązanie to ponadto służyć ma wygłuszeniu hałasu dochodzącego od ulicy oraz ramowaniu widoków w kierunku dawnej fabryki cygar przy ulicy Dolnych Młynów. 
Niskie piętra roślinności w zagajniku w zachodniej części parku wypełniono kwitnącymi bylinami i roślinami cebulowymi. Wzdłuż południowej granicy parku i głównej alei wprowadzono szpaler lip uzupełniony nasadzeniami krzewów o białych kwiatach i owocach. Istotnym elementem kompozycji parku są ogrody sensoryczne w formie rabat bylinowych, spośród których każdy charakteryzuje się inną kolorystyką, zapachami oraz formą zastosowanej zieleni. Urządzono ogrody Czerwony, Zielony, Żółty i Niebieski. Cztery ogrody nawiązują do zamkniętych ogrodów śródblokowych na Starym Mieście w Krakowie. Gatunki roślin zostały dobrane w sposób dający zróżnicowany efekt przez cały okres wegetacji.
W parku posadzono 125 drzew m.in.: kasztanowców, klonów, dębów, grabów i topoli. Wśród drzew owocowych występują: jabłoń, grusza, wiśnia, wiśnia ptasia oraz śliwa. Zieleń niższą tworzy ponad 1500 krzewów, wśród nich m.in.: bez czarny, lilak pospolity, kalina, róża, hortensja dębolistna, świdośliwa Lamarcka, kielichowiec wonny i porzeczka biała. Roślinność parku uzupełnia ok. 18 500 bylin m.in.: przywrotników, lilowców, olszewników himalajskich, floksów i astrów, 70 800 cebul m.in.: szafranów, śnieżyczek przebiśniegów, ranników zimowych oraz ponad 1000 roślin wodnych m.in.: kosaćców żółtych, przetaczników bobowniczków, krwawnic pospolitych i grzybieni białych.
Do parku prowadzi pięć wejść. W infrastrukturze założenia przewidziano rozwiązania mające na celu ułatwienie poruszania się osobom z niepełnosprawnościami, m.in. wzdłuż strumienia prowadzącego równolegle do głównej alei wprowadzono elementy, które pomogą osobom niedowidzącym wyczuć krawędź i zapobiec przypadkowemu wpadnięciu do wody. Ponadto aleje w parku wyposażono w różnego typu nawierzchnie, co za sprawą zmiennej frakcji, struktury, czy wydawanych dźwięków podczas przemieszczania się ułatwić ma poruszanie się osobom z dysfunkcją wzroku. 
Kompozycja parku została uzupełniona o elementy nawiązujące do jego patronki, Wisławy Szymborskiej. Pojawiły się parasolki, co jest nawiązaniem do anegdot, że poetka miała je często gubić. Na zabytkowym murze pojawiła się kompozycja ścienna, odnosząca się do zwyczaju kolekcjonowania przez Szymborską różnego typu artefaktów. Są to elementy ruchome, nieruchome, wydające dźwięki, mające funkcję użytkową lub wyłącznie ozdobną. W przestrzeni parku znalazły się również instalacje składające się z trzech dwustronnych ścianek z obrotowymi płytkami, połączonych na kształt litery „Y”. Płytki zawierają słowa i obrazki, z których można ułożyć zdanie w zależności od obrócenia płytek. Pierwsza ścianka zawiera słowa proste, druga powtórzenie słów z pierwszej, ale w języku angielskim, trzecia z kolei wyrazy trudniejsze. Instalacje te były inspirowane wyklejankami, które Szymborska tworzyła z wycinków z gazet. W parku umieszczone zostały również głazy i stalowe litery z fragmentami wiersza „Możliwości”.
Na przylegającej do parku ścianie sąsiedniej kamienicy przy ulicy Karmelickiej 28 powstał mural zaprojektowany przez grafików firmy Medicine. Przedstawia on tekst jednego z wierszy Szymborskiej – „Nic dwa razy” oraz grafiki będące odniesieniem do kolaży – innej dziedziny działalności artystycznej poetki. Wśród barw zastosowanych na muralu dominują czerń i biel. Kompozycja powstała w ramach inicjatywy „101 Murali dla Krakowa” – całorocznego programu tworzenia kontekstowych, wielkoformatowych malowideł naściennych, we współpracy z Fundacją Wisławy Szymborskiej oraz Osti Hotele.

## Galeria

Budowa parku
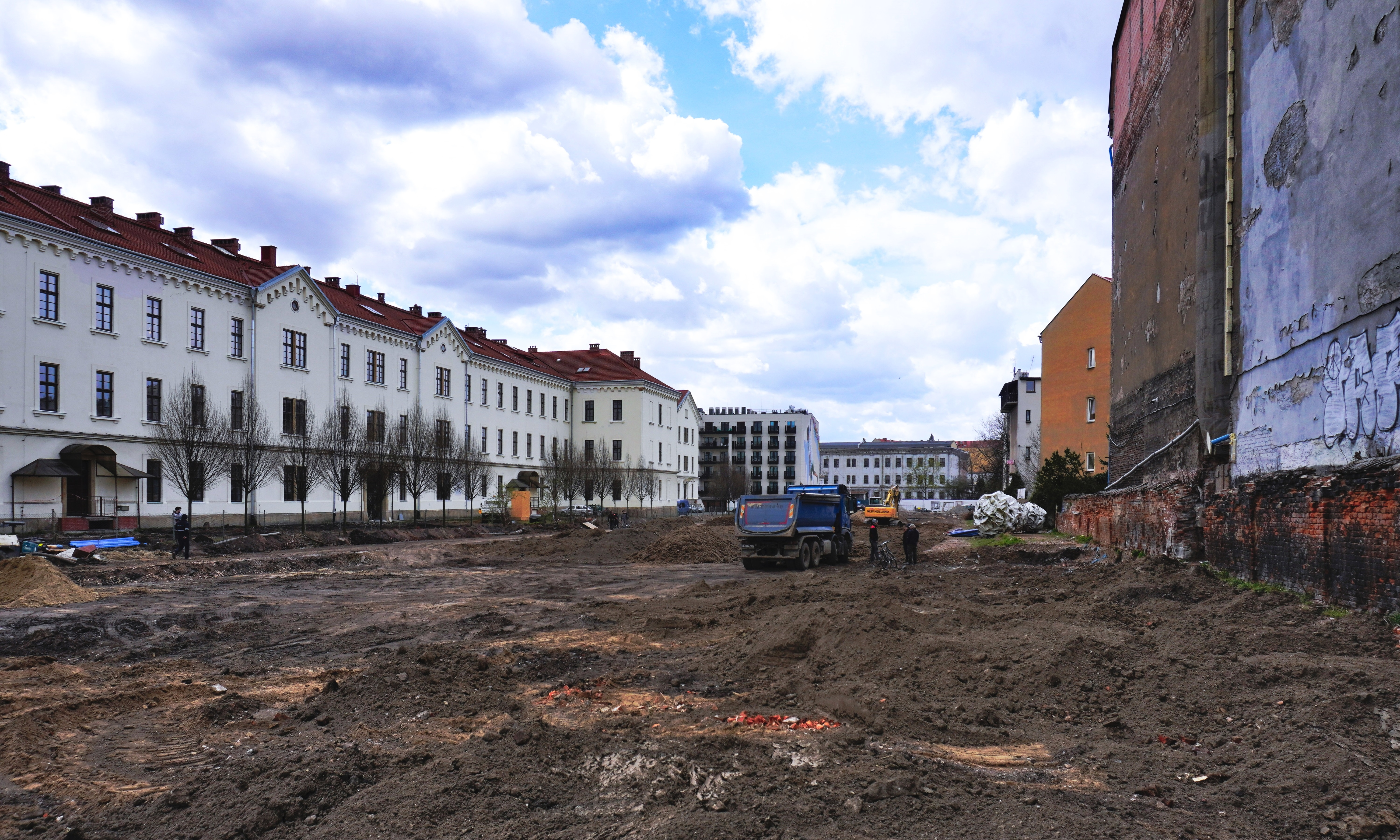
Stan w kwietniu 2022
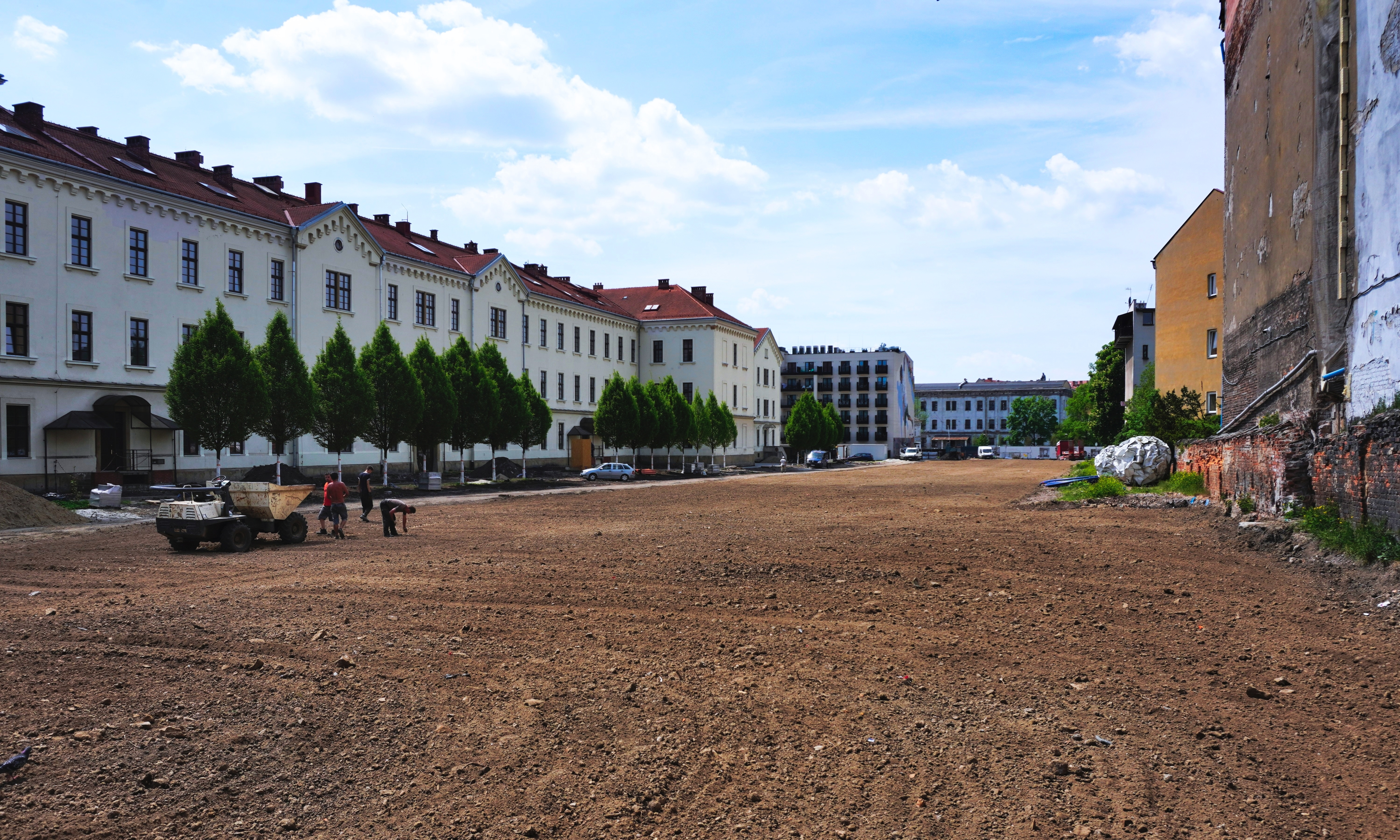
Stan w maju 2022
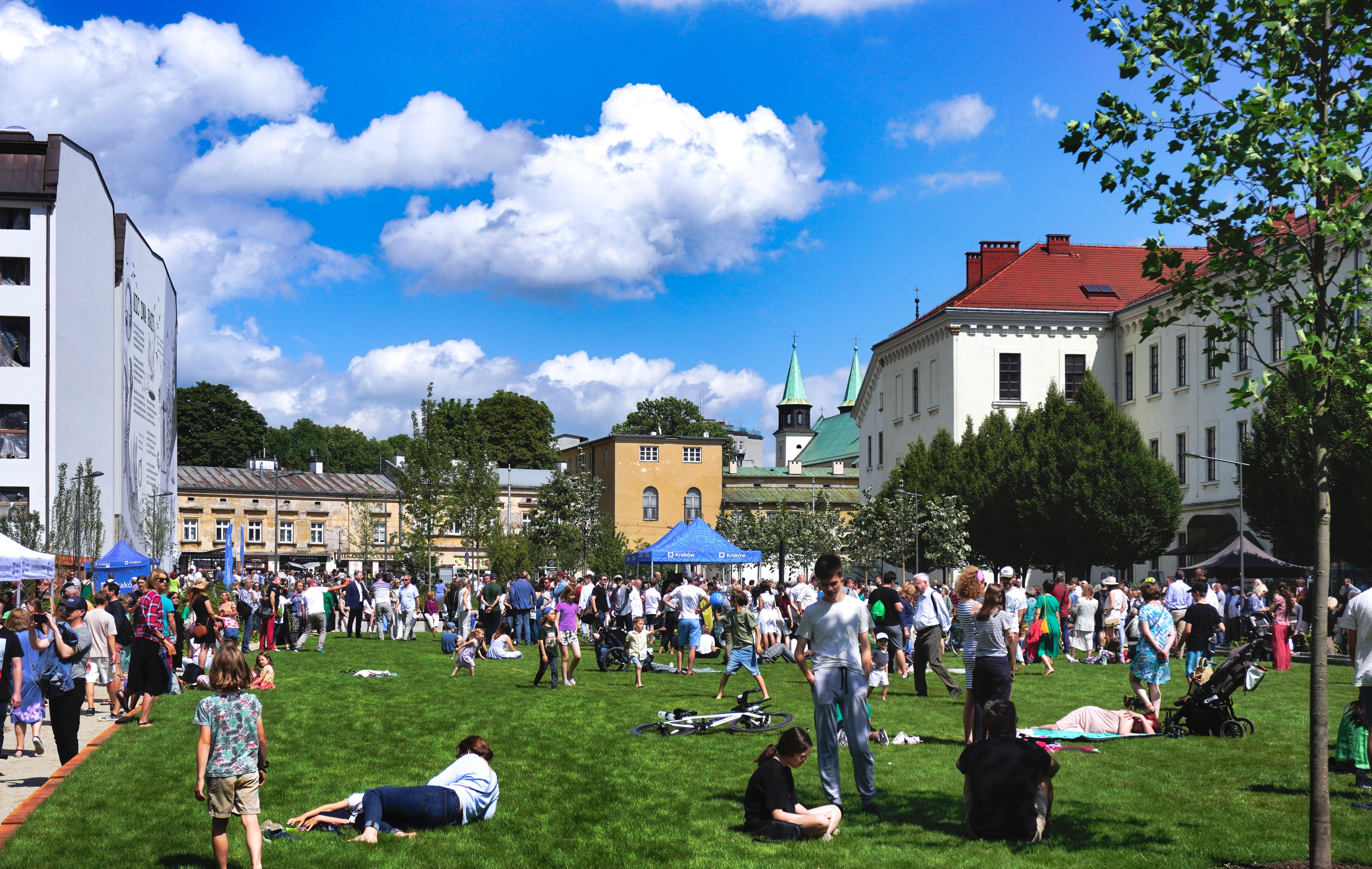
Park w dniu otwarcia, 2 lipca 2023
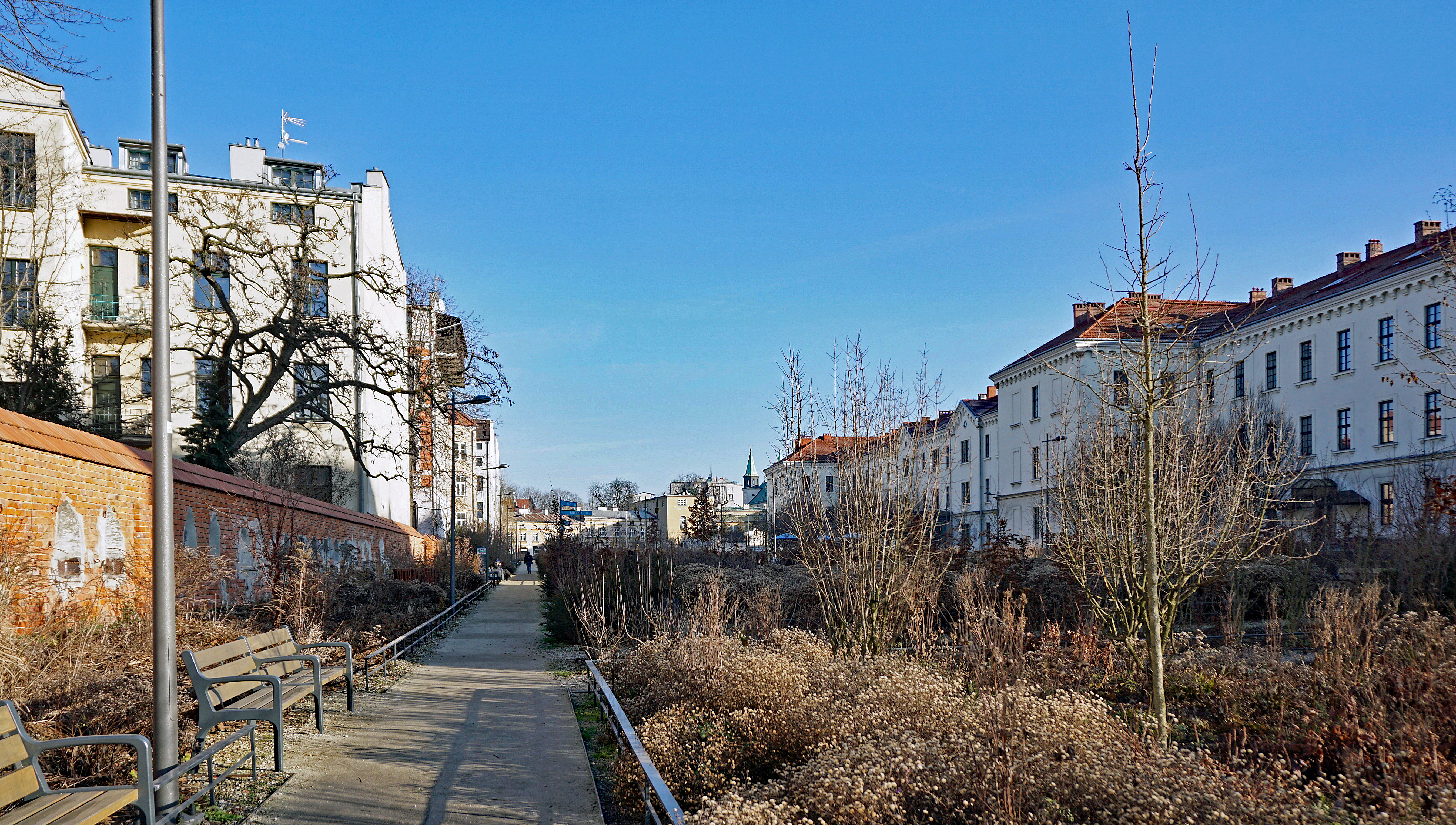
Widok z ulicy Dolnych Młynów, po prawej stronie Wojewódzka Biblioteka Publiczna (były budynek koszarowy)

Infrastruktura
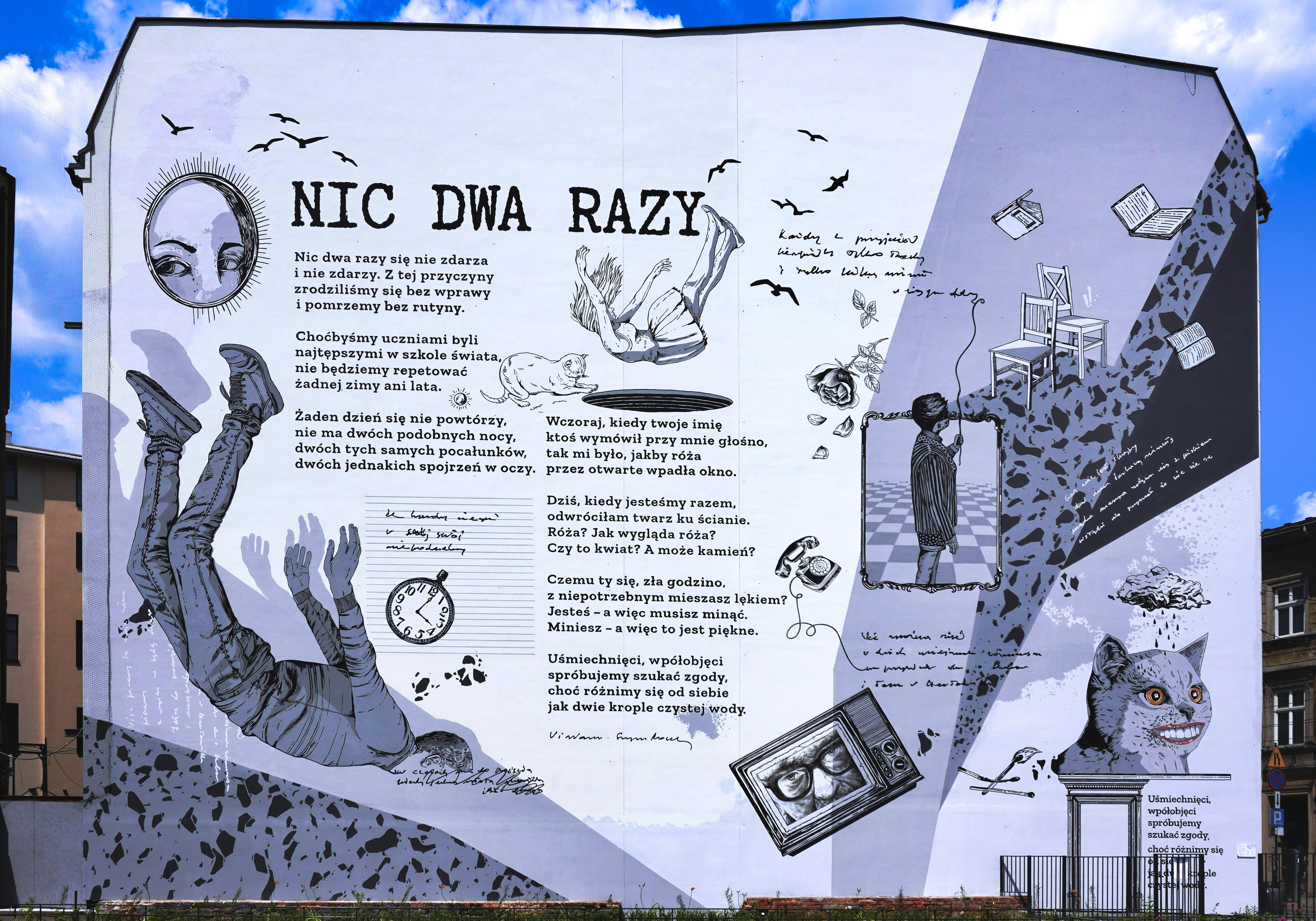
Mural na ścianie kamienicy przy ulicy Karmelickiej 28
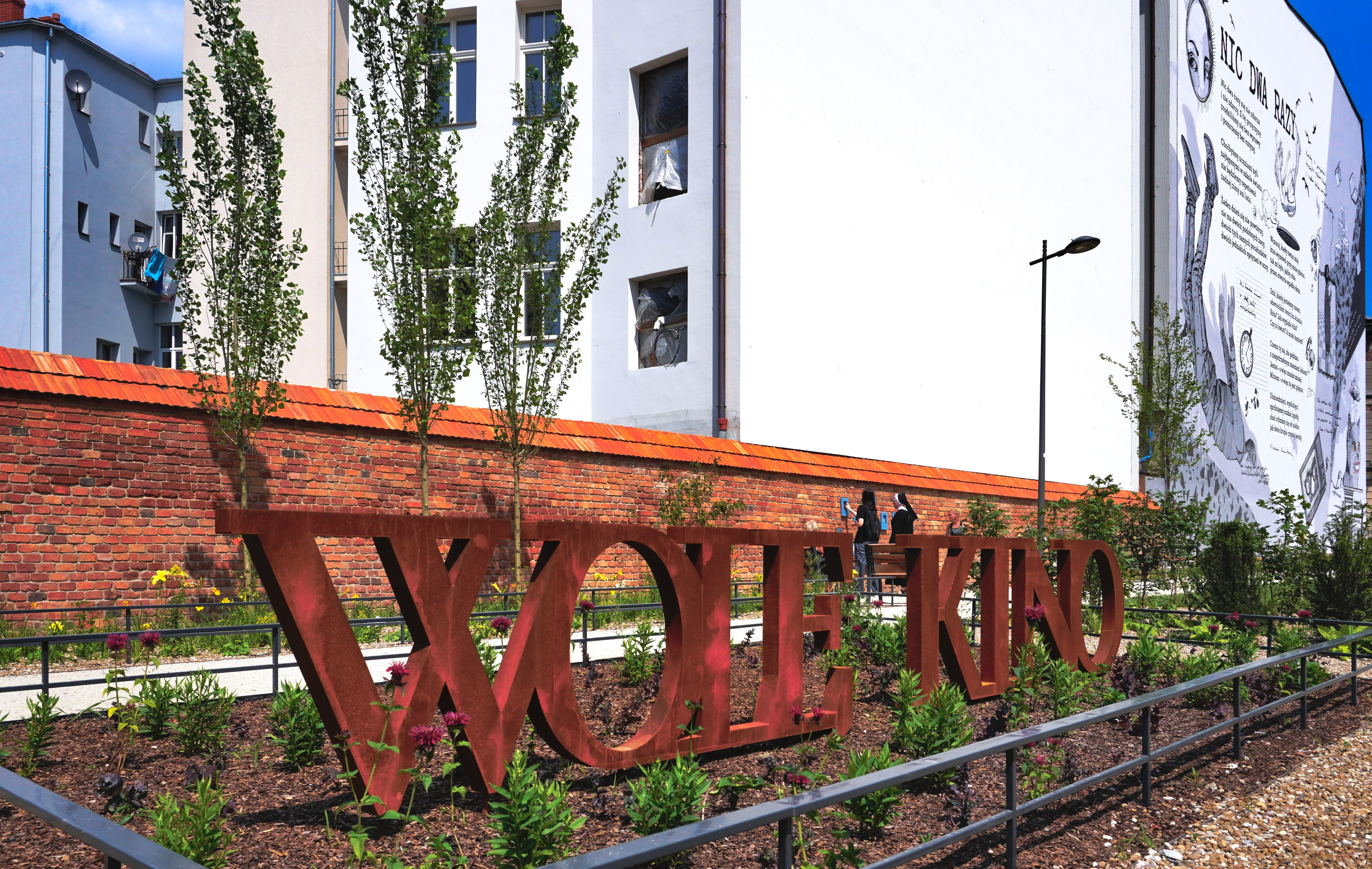
Stalowe litery z fragmentami wiersza „Możliwości”
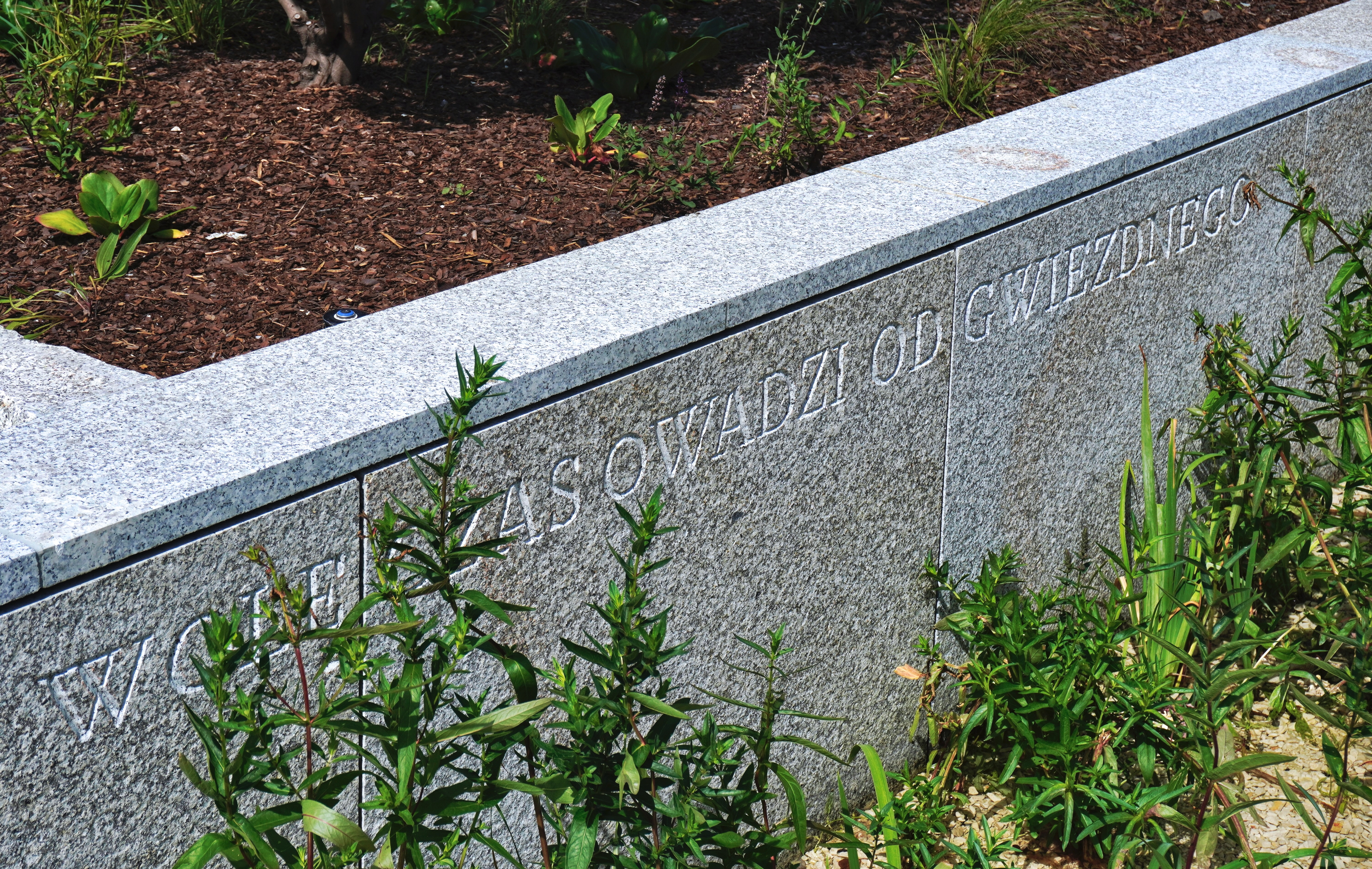
Wyryty w granitowym murku cytat z wiersza „Możliwości”
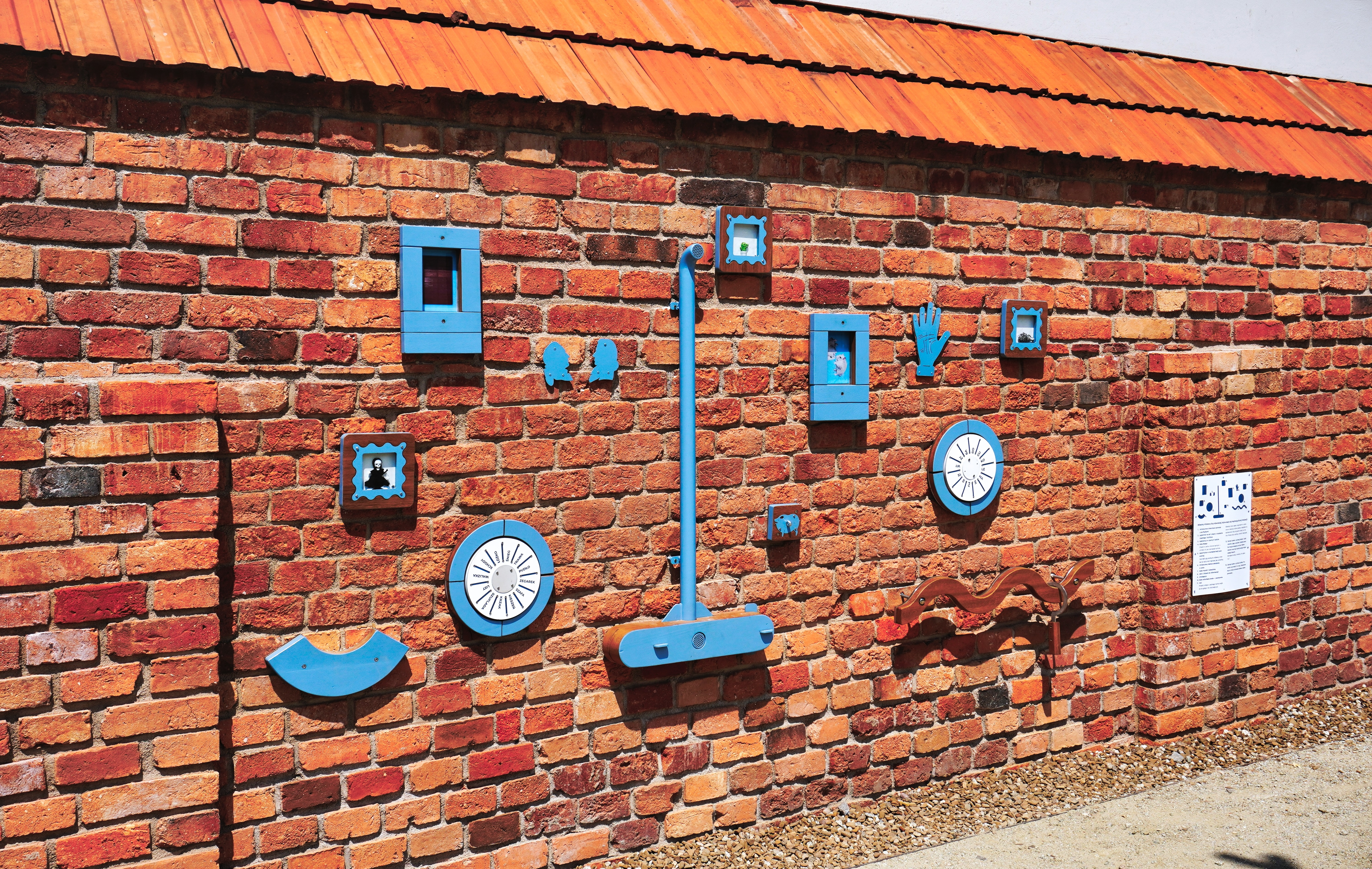
Kompozycja ścienna
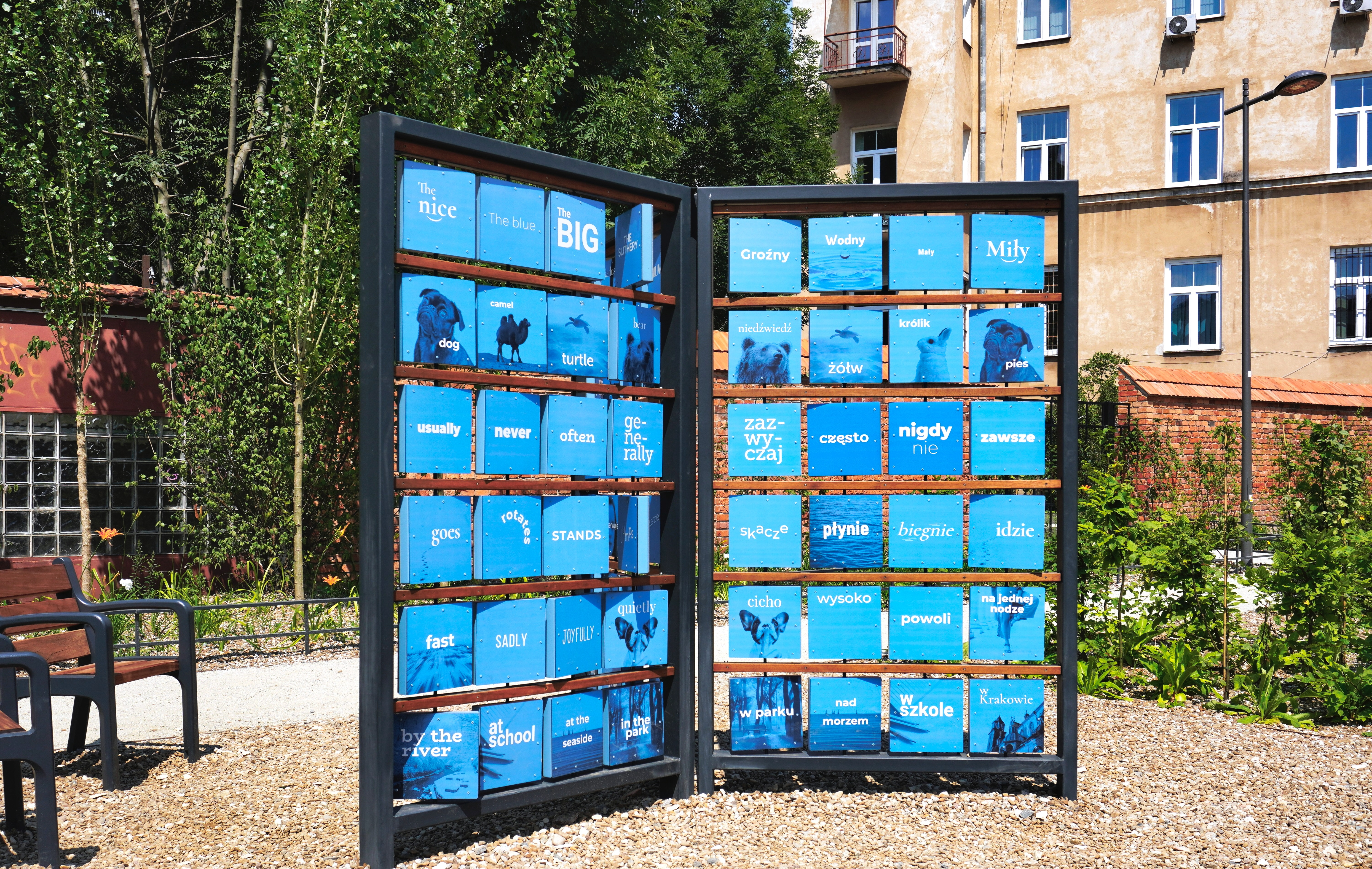
Instalacja z obrotowymi płytkami
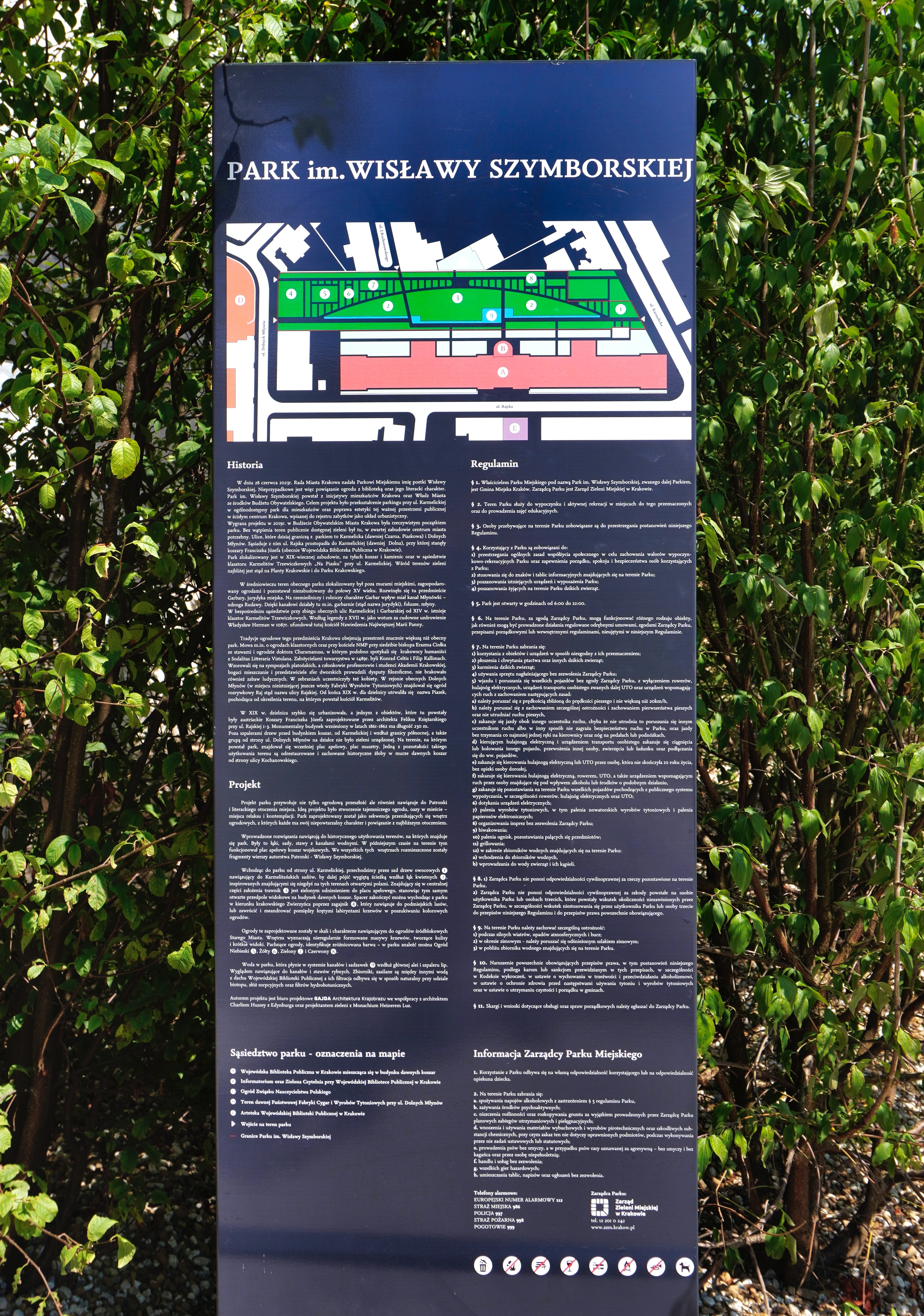
Tablica informacyjna